# Конрад III фон Вайнсберг
Конрад III фон Вайнсберг 'Стари' (на немски: Konrad III von Weinsberg; * пр. 1267; † 1296) е господар на Вайнсберг.

## Произход
Той е син на господар Енгелхард IV фон Вайнсберг († 1279) и първата му съпруга Кунигунда фон Мюнценберг († 1269), дъщеря на Улрих I фон Мюнценберг († 1240) и графиня Аделхайд фон Цигенхайн († 1226).

## Фамилия
Конрад III се жени пр. август 1268 г. за Елизабет фон Катценелнбоген († 10 март 1330), дъщеря на граф Дитер V фон Катценелнбоген († 1276) и първата му съпруга Агнес фон фон Алтенбаумберг († 1258). Те имат децата:
- Агнес фон Вайнсберг († 3 май 1320), омъжена пр. 16 октомври 1312 г. за маркграф Фридрих II фон Баден († 21 юни 1333)
- Енгелхард VI фон Вайнсберг († 3 декември 1346), женен пр. 23 юни 1329 г. за графиня Анна фон Хелфенщайн († сл. 15 октомври 1361)
- Конрад фон Вайнсберг (* пр. 1306, † 1324)
- Маргарета фон Вайнсберг, преим. фон Катценелнбоген (* пр. 1346; † юни 1353)

Конрад III има и незаконната дъщеря:
- Гуда фон Вайнсберг († 1319), омъжена за Герхард Кемерер фон Вормс († 4 март 1345)